# Chironomus chlorophilus
Chironomus chlorophilus är en tvåvingeart som beskrevs av Weyenbergh 1886. Chironomus chlorophilus ingår i släktet Chironomus och familjen fjädermyggor. Inga underarter finns listade i Catalogue of Life.